# Mercedes-Benz W125
Mercedes-Benz W125 ― гоночний автомобіль з відкритими колесами класу Гран-Прі.
| Назва                | Mercedes-Benz W125                                      |
| Категорія            | Гоночний автомобіль класу Гран-Прі                      |
| Виробник             | Mercedes-Benz                                           |
| Головний конструктор | Ф. Наллінгер                                            |
| Двигун               | Mercedes-Benz рядний восьмициліндровий, об'єм — 5,66 л. |
| Оберти/хв            | 5 800                                                   |
| Потужність           | 545 к.с. (646 к.с.)                                     |
| Дебют                | 1937, AVUS (Німеччина).                                 |
| Перемоги             | 7 перемог із 13                                         |
| Участь в перегоннах  | 1937 рік                                                |
| Пілоти               | Рудольф Караччіола (Німеччина)                          |
|                      | Манфред фон Браухіч (Німеччина)                         |
|                      | Герман Ланг (Італія)                                    |

## Історія

### Конструкція
Mercedes-Benz на Mercedes-Benz W 25 в 1936 році все важче було боротися за перемоги з автомобілями Auto Union. Тому було вирішено до сезону 1937 року підготувати новий болід. Ним став W 125.
W 125 спроектовано під керівництвом Ф. Наллінгера та при участі Р. Уленхаута. Новий автомобіль відрізнявся довшою колісною базою (2 500мм., при передній і заднійширині колії 1 400 мм),гнучкішою рамою та задньою торсіонною підвіскою типу De Dion із рухомими напіввісями. 
Звісно зазнав змін і кузов, який став більш обтічним, його виготовили із дюралюмінію (сплав  легший та міцніший від звичайного алюмінію).
Двигун 5,66 л.  розміром  94х102 мм розивав потужність 545 к.с. на бензиновій суміші та 646 к.с. на алкогольній суміші.

### Перегони
Новий автомобіль був дуже швидкий, адже молодий пілот Герман Ланг на трасі АФУС показав середню швидкість 262 км/год.
Сезон 1937 року був дуже вдалий для автомобілів W 125. Команда взяла участь в 13 перегонах, завоювавши 7 перемог і 9  «срібних» місць. Одну перемогу здобув Манфред фон Браухіч, дві Герман Ланг і чотири перемоги здобув Рудольф Караччіола, котрий знову здобув чемпіона Європи (перше чемпіонство він виграв у 1935 році на W 25).
В сезоні 1938 року деяких змін зазнав регламент перегонів Гран-Прі. Тепер об’єм компресорних двигунів обмежувався 3-ма літрами, а без надувних — 4,5 л. Тож товариство Daimler-Benz кинуло всі сили на створення нової Mercedes-Benz W154.